# Piazza Palazzo (Lubiana)
Piazza Palazzo (in sloveno Dvorni trg) è una delle più antiche piazze di Lubiana, la capitale della Slovenia.

## Storia
Nel 1515 la piazza faceva parte dell'area settentrionale del ghetto di Lubiana . Inizialmente conosciuta come piazza Burg, il suo nome fu cambiato nello sloveno Dvorni trg nel 1848.
Prima del 2002 era destinata a parcheggio, ma successivamente fu ristrutturata creando una scalinata e destinandola e pedoni e ciclisti e per spettacoli all'aperto. 

## Descrizione
La piazza si affaccia sul fiume Ljubljanica ed è delimitata da via dei Nobili ad ovest e dall'argine Hribar ad est. All'interno della piazza vi è un monumento ai volontari di guerra sloveni morti tra il 1912 il 1918  (Spomenik slovenskim vojnim dobrovoljcem). Nel 2011 è stata realizzata una statua in onore di Gustav Mahler, creata dallo scultore Bojan Kunaver.